# Pseudalataspora scombri
Pseudalataspora scombri is een microscopische parasiet uit de familie Alatasporidae. Pseudalataspora scombri werd in 1983 beschreven door Kovaljova & Gaevskaya. 